# Покровське (Шумерлинський район)
Покро́вське (рос. Покровское, чув. Покровское) — селище у складі Шумерлинського району Чувашії, Росія. Входить до складу Магарінського сільського поселення.
Населення — 12 осіб (2010; 13 у 2002).
Національний склад:
- чуваші — 100 %